# Charpai
Ein Charpai (Hindi: चारपाई, cārapāī, wörtlich: „vier Füße“; anglisierend auch Charpoy) ist ein traditionelles Bettgestell in Indien und Pakistan. Es besteht aus einem mit Seilen oder Stoffgurten bespannten Holzrahmen mit vier Füßen und findet als Liege- und Sitzmöbel Verwendung.
Es ist beweglich und leicht zu transportieren, oft auch zusammenlegbar.

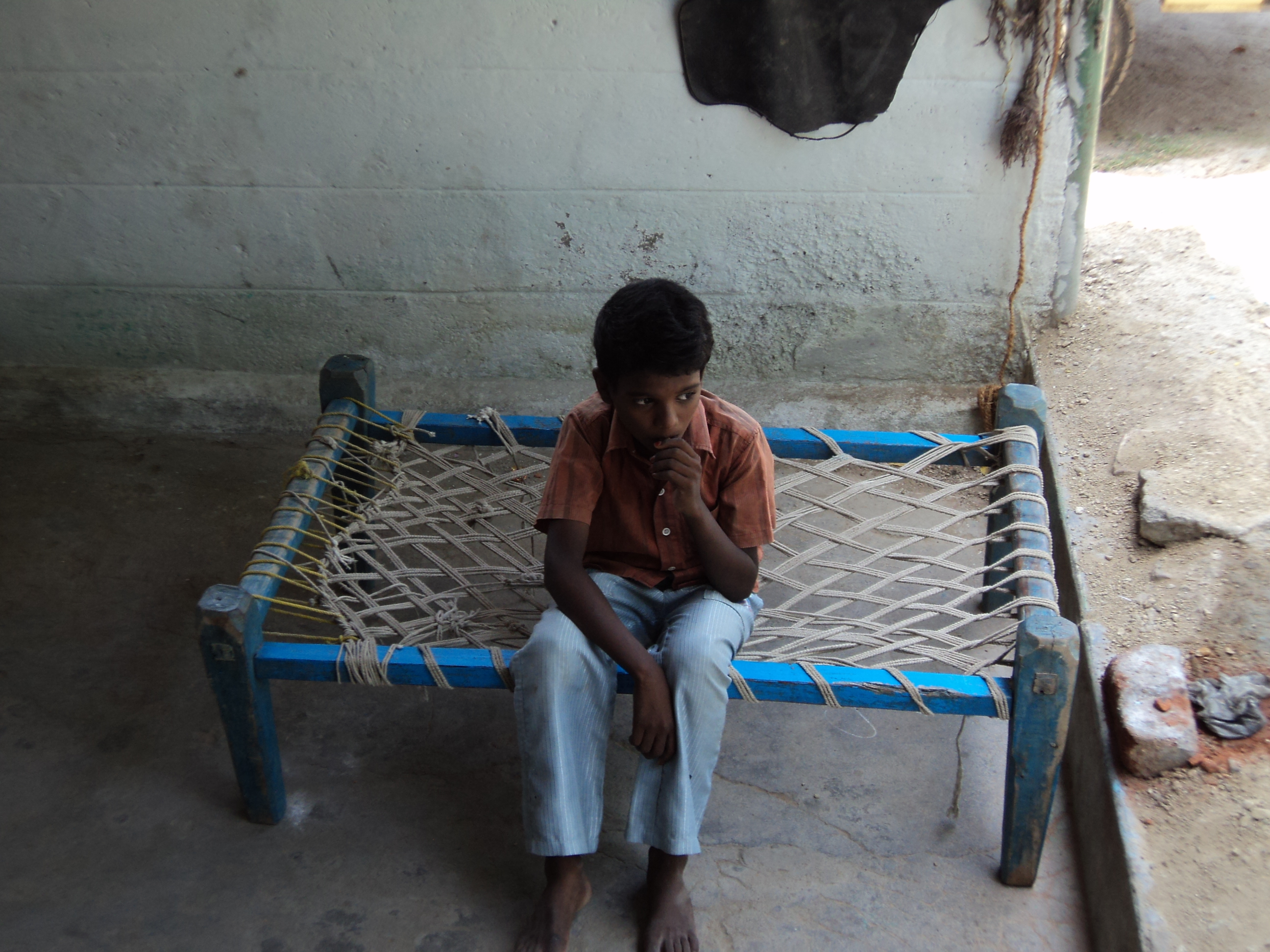
Charpai in Tamil Nadu, Indien
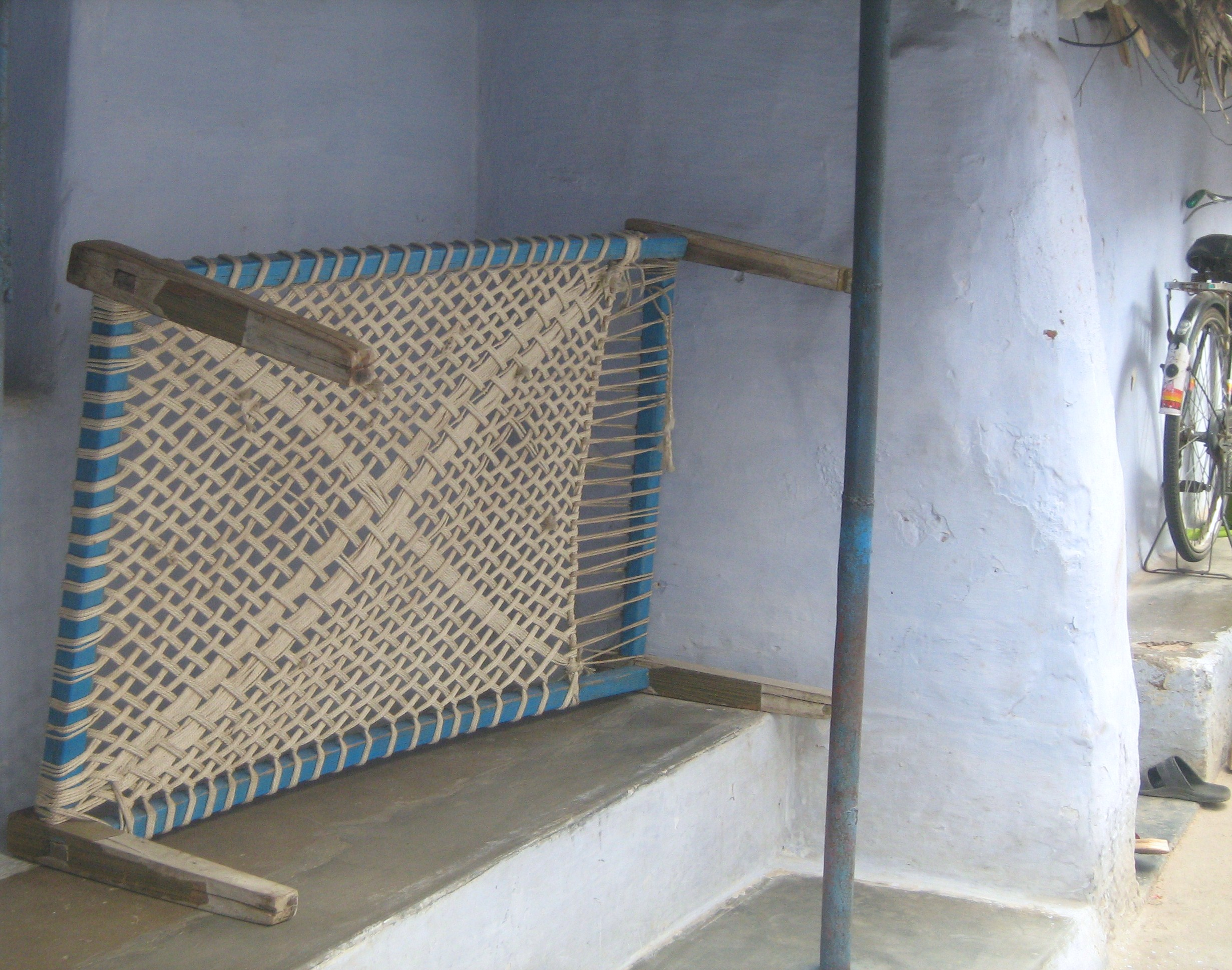
Charpai in Tamil Nadu, Indien
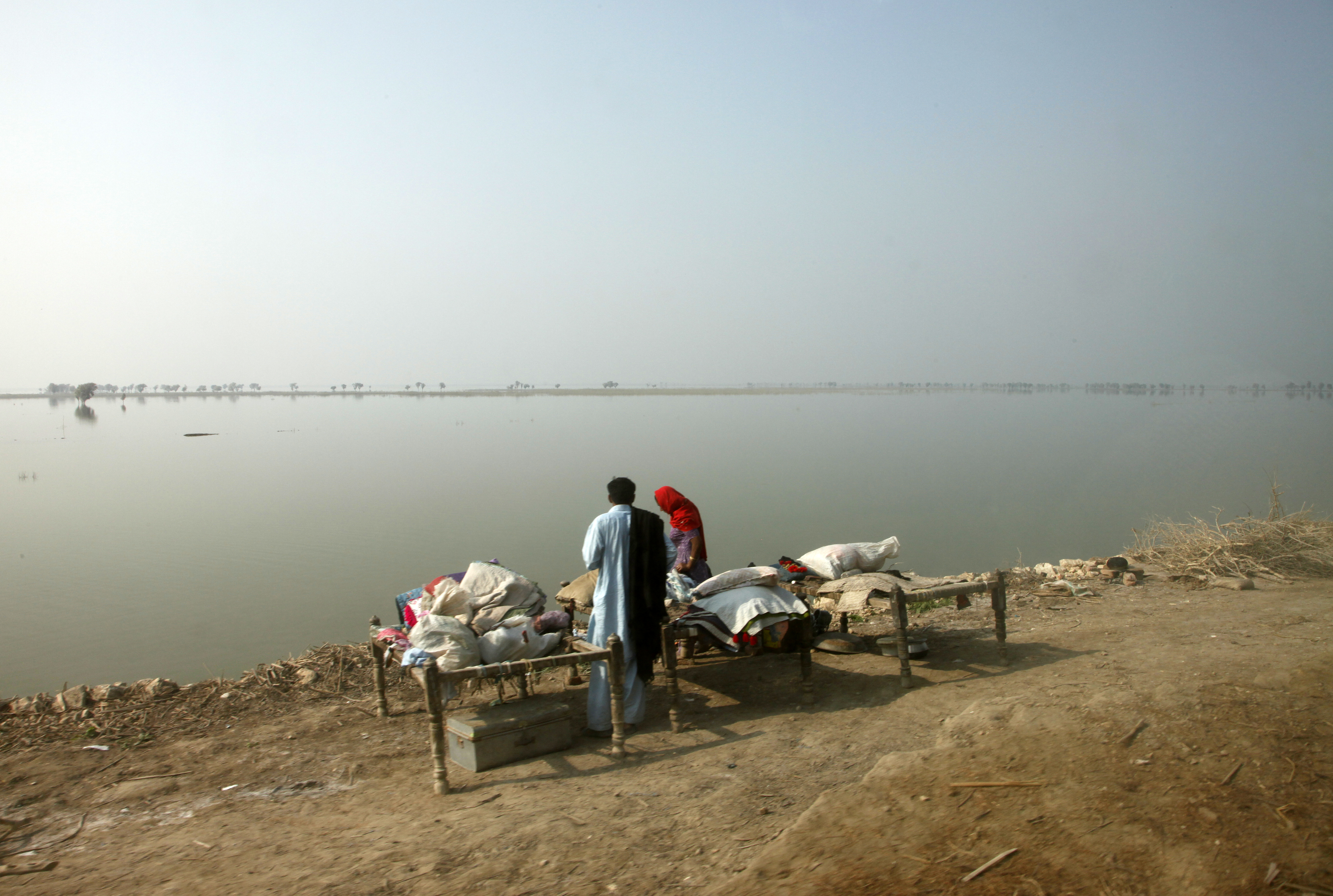
Charpai bei einer Überflutung in Pakistan